# Sturm Brightblade
Sturm Brightblade è un personaggio di fantasia creato da Margaret Weis e Tracy Hickman e comparso per la prima volta nella saga Le Cronache di Dragonlance.

## Giovinezza
Sturm Brightblade nasce a Solamnia da una famiglia di nobili Cavalieri, ma le molteplici sommosse popolari contro l'Ordine ormai vecchio e traballante costringono il padre a mandare la moglie ed il figlioletto appena neonato in esilio nella notte, accompagnati solo da un fedele servitore. Anna Brightblade si stabilisce dunque a Solace assieme a Sturm, senza più ricevere notizie del marito, ed educa il fanciullo alla rigida maniera degli antichi Cavalieri di Solamnia, insegnandogli a non mentire, ad essere sempre coraggioso, onorevole, integerrimo e cortese con le dame, ed a mettere la sua spada al servizio dei deboli e degli inermi.
Il giovane Sturm cresce così assieme agli altri monelli di Solace (tra cui la giovanissima Kitiara), mentre il suo animo viene educato al futuro di Cavaliere che egli è sicuro lo attenda. Sin dalla giovanissima età, Sturm si contraddistingue dagli altri ragazzi per la serietà con cui affronta anche le inezie più insignificanti: tuttavia, ciò non lo trattiene dallo stringere una forte amicizia con Caramon, compagno dei suoi sogni in armatura, e questo legame avrà come unica ombra la devozione dell'amico per il fragile gemello Raistlin, per il quale Sturm non nutre alcuna simpatia (anche per l'influenza della madre). L'addestramento dei due amici all'arte del combattimento verrà completato dal burbero Flint Fireforge, che i ragazzi conosceranno per merito di un incontro con Tasslehoff Burrfoot, con l'aiuto di Tanis Mezzelfo, per il quale Sturm finirà per sviluppare una vera e propria devozione. Memorabili saranno anche le prediche di Sturm all'iperattivo kender in difesa dell'onestà e della virtù, tanto veementi quanto infruttuose.
Al momento di allontanarsi dalla terra natale per andare alla ricerca del padre, dopo la morte di Anna Brightblade, Sturm comincerà il viaggio da Solace in compagnia di Kitiara, la quale, furiosa per il rifiuto del suo amante Tanis all'invito ad accompagnarla, deciderà di sedurre il giovane Cavaliere per ripicca. La dura corazza di Sturm sarà profondamente scossa da questo atto, ed ancor di più dal beffardo rifiuto pronunciato da Kitiara alla sua proposta di sposarlo per riparazione. Il loro incontro lascerà comunque Kitiara incinta di Steel, sebbene Sturm non verrà mai a sapere di questo suo figlio finché sarà in vita.

## La Guerra delle Lance
Sturm sarà il principale responsabile dell'incontro tra Goldmoon ed il neonato gruppo di Eroi delle Lance alla Taverna dell'Ultima Casa, il quale darà il via alla Guerra delle Lance. Successivamente, durante la distruzione di Tarsis, Sturm conoscerà Alhana Starbreeze e, sebbene il loro incontro non sia durato che poche ore, per entrambi questo sarà l'inizio di una passione bruciante destinata ad essere soffocata dai rispettivi obblighi sociali. Sturm riceverà comunque in dono da Alhana un gioiello delle stelle, che porterà con sé sino alla morte senza mai sospettarne l'effettivo valore.
Entrato in conflitto con il folle ma altolocato Derek Crownguard, Sturm Brightblade rischierà di essere espulso dall'Ordine dei Cavalieri di Solamnia ancor prima di entrarvi effettivamente, ma la benevolenza del potente Lord Gunthar Uth Wistan lo proteggerà da una simile evenienza e lo porrà a capo del contingente militare inviato a difendere la Torre del Sommo Chierico dall'attacco degli Eserciti dei Draghi. È proprio qui alla Torre del Sommo Chierico che Sturm troverà la morte, dopo essere salito sugli spalti delle mura per contrastare l'attacco del drago blu Skie e dare a Laurana il tempo di attivare il globo dei draghi. A sua insaputa, sarà la stessa Kitiara a scagliare la lancia destinata a perforargli la corazza e ad ucciderlo.
La morte di Sturm riempirà di dolore i suoi amici e porterà quasi al suicidio Alhana Starbreeze, venuta a sapere dell'accaduto grazie alla sua copia del gioiello delle stelle. Tuttavia, essa ridarà anche forza ai Cavalieri di Solamnia e li aiuterà a risollevarsi dal periodo di crisi in cui erano sprofondati dopo il Cataclisma, ed a liberarsi dalle odiosi costrizioni imposte dalle sterili leggi del Codice e della Misura.
Inoltre va notato che la morte di Sturm era stata profetizzata dalla Guardiana della Foresta già nel capitolo 11 de I draghi del crepuscolo d'autunno:
It seemed to Tanis that the Forestmaster's dark eyes went to Sturm as she spoke, and there was a deep sadness in them that filled the half-elf's heart with cold fear.»

### Il sepolcro
Il funerale di Sturm verrà celebrato in fretta e furia, per il timore del ritorno degli Eserciti dei Draghi, e quindi a nessuno dei Cavalieri morti con lui potrà essere tributato un degno saluto. Per la sepoltura verrà scelta una caverna nascosta nelle profondità della Torre del Sommo Chierico, la Camera di Paladine, di cui ormai si era persa la memoria, riscoperta dalla curiosità di Tasslehoff, che rappresentò il sepolcro dei Cavalieri di Solamnia morti al fianco di Huma al tempo della Terza Guerra dei Draghi. Dopo la deposizione delle salme, i portali di ferro della Camera verranno chiusi e sigillati, per impedire la dissacrazione dei corpi nell'eventualità che la Torre cadesse in mani nemiche.
I corpi dei Cavalieri verranno deposti sul freddo pavimento di pietra, senza altri ornamenti che un lungo lenzuolo bianco, la loro spada sul petto ed un vestigio del nemico ai loro piedi. Il corpo di Sturm verrà adagiato al centro di tutti, senza alcun drappo funebre a coprirlo, racchiuso solo nell'antica armatura paterna che indossava al momento dalla morte. Le mani giunte cingeranno la spada del padre, che secondo la leggenda non si spezzerà mai se non allo spezzarsi del suo possessore. Sull'altare verrà deposta una rosa nera, trovata alla cintola di Sturm, dove egli stesso l'aveva messa dopo averla raccolta dalla sua spada al momento del processo intentato contro di lui da parte di Derek Crownguard. Sul petto di Sturm saranno posti, oltre alla spada, solo gli ultimi regali dei suoi amici: una rosa di legno, magistralmente intagliata dalle mani di Flint, e il gioiello delle stelle donatogli da Alhana Starbreeze. Nella sua mano, Tasslehoff metterà una piuma bianca di pollo, mentre accanto al Cavaliere sarà posata una dragonlance.
La Camera di Paladine verrà riaperta un anno dopo la fine della Guerra delle Lance, e diventerà un luogo di pellegrinaggio famoso in tutto Krynn. Ai corpi dei Cavalieri verrà finalmente data una degna sepoltura, mentre la salma di Sturm Brightblade, miracolosamente immune alla decomposizione (forse per opera dello stesso gioiello delle stelle), verrà porta su uno scintillante catafalco di marmo istoriato con scene eroiche della vita del Cavaliere. Gli ultimi doni degli amici verranno posti entro una teca di cristallo accanto al corpo di Sturm, affinché possano essere preservati da ogni tipo di danno.

## Altri eventi
Nel corso della prima ed unica visita di Steel Brightblade alla tomba paterna, il corpo di Sturm si animerà d'improvviso, al suono della voce del figlio affranto, e gli consegnerà il gioiello delle stelle, che Steel custodirà sempre gelosamente. Dopo questa subitanea apparizione, la salma di Sturm svanirà nel nulla, lasciando sul catafalco soltanto la sua armatura e la sua spada: quest'ultima verrà presa dal figlio per aprirsi una strada tra i Cavalieri di Solamnia inferociti, e rimarrà in suo possesso fino alla sua morte.
|       |       |             |             |             |             |             |             |       |       | Gilon Majere | Gilon Majere | Gilon Majere | Gilon Majere | Gilon Majere | Gilon Majere |      |      | Rosamun  | Rosamun  | Rosamun  | Rosamun  | Rosamun  | Rosamun  |        |        | Gregor Uth Matar | Gregor Uth Matar | Gregor Uth Matar | Gregor Uth Matar | Gregor Uth Matar | Gregor Uth Matar |                   |                   |                   |                   |                   |                   |                   |                   |                   |                   |                   |                   |                   |                   |
|       |       |             |             |             |             |             |             |       |       | Gilon Majere | Gilon Majere | Gilon Majere | Gilon Majere | Gilon Majere | Gilon Majere |      |      | Rosamun  | Rosamun  | Rosamun  | Rosamun  | Rosamun  | Rosamun  |        |        | Gregor Uth Matar | Gregor Uth Matar | Gregor Uth Matar | Gregor Uth Matar | Gregor Uth Matar | Gregor Uth Matar |                   |                   |                   |                   |                   |                   |                   |                   |                   |                   |                   |                   |                   |                   |
|       |       |             |             |             |             |             |             |       |       |              |              |              |              |              |              |      |      |          |          |          |          |          |          |        |        |                  |                  |                  |                  |                  |                  |                   |                   |                   |                   |                   |                   |                   |                   |                   |                   |                   |                   |                   |                   |
|       |       |             |             |             |             |             |             |       |       |              |              |              |              |              |              |      |      |          |          |          |          |          |          |        |        |                  |                  |                  |                  |                  |                  |                   |                   |                   |                   |                   |                   |                   |                   |                   |                   |                   |                   |                   |                   |
|       |       | Tika Waylan | Tika Waylan | Tika Waylan | Tika Waylan | Tika Waylan | Tika Waylan |       |       | Caramon      | Caramon      | Caramon      | Caramon      | Caramon      | Caramon      |      |      | Raistlin | Raistlin | Raistlin | Raistlin | Raistlin | Raistlin |        |        |                  |                  |                  |                  |                  |                  | Kitiara Uth Matar | Kitiara Uth Matar | Kitiara Uth Matar | Kitiara Uth Matar | Kitiara Uth Matar | Kitiara Uth Matar |                   |                   | Sturm Brightblade | Sturm Brightblade | Sturm Brightblade | Sturm Brightblade | Sturm Brightblade | Sturm Brightblade |
|       |       | Tika Waylan | Tika Waylan | Tika Waylan | Tika Waylan | Tika Waylan | Tika Waylan |       |       | Caramon      | Caramon      | Caramon      | Caramon      | Caramon      | Caramon      |      |      | Raistlin | Raistlin | Raistlin | Raistlin | Raistlin | Raistlin |        |        |                  |                  |                  |                  |                  |                  | Kitiara Uth Matar | Kitiara Uth Matar | Kitiara Uth Matar | Kitiara Uth Matar | Kitiara Uth Matar | Kitiara Uth Matar |                   |                   | Sturm Brightblade | Sturm Brightblade | Sturm Brightblade | Sturm Brightblade | Sturm Brightblade | Sturm Brightblade |
|       |       |             |             |             |             |             |             |       |       |              |              |              |              |              |              |      |      |          |          |          |          |          |          |        |        |                  |                  |                  |                  |                  |                  |                   |                   |                   |                   |                   |                   |                   |                   |                   |                   |                   |                   |                   |                   |
|       |       |             |             |             |             |             |             |       |       |              |              |              |              |              |              |      |      |          |          |          |          |          |          |        |        |                  |                  |                  |                  |                  |                  |                   |                   |                   |                   |                   |                   |                   |                   |                   |                   |                   |                   |                   |                   |
| Tanin | Tanin | Tanin       | Tanin       | Tanin       | Tanin       |             |             |       |       | Palin        | Palin        | Palin        | Palin        | Palin        | Palin        |      |      | Usha     | Usha     | Usha     | Usha     | Usha     | Usha     |        |        | Laura            | Laura            | Laura            | Laura            | Laura            | Laura            |                   |                   | Steel Brightblade | Steel Brightblade | Steel Brightblade | Steel Brightblade | Steel Brightblade | Steel Brightblade |                   |                   |                   |                   |                   |                   |
| Tanin | Tanin | Tanin       | Tanin       | Tanin       | Tanin       |             |             |       |       | Palin        | Palin        | Palin        | Palin        | Palin        | Palin        |      |      | Usha     | Usha     | Usha     | Usha     | Usha     | Usha     |        |        | Laura            | Laura            | Laura            | Laura            | Laura            | Laura            |                   |                   | Steel Brightblade | Steel Brightblade | Steel Brightblade | Steel Brightblade | Steel Brightblade | Steel Brightblade |                   |                   |                   |                   |                   |                   |
|       |       |             |             |             |             |             |             |       |       |              |              |              |              |              |              |      |      |          |          |          |          |          |          |        |        |                  |                  |                  |                  |                  |                  |                   |                   |                   |                   |                   |                   |                   |                   |                   |                   |                   |                   |                   |                   |
|       |       |             |             |             |             |             |             |       |       |              |              |              |              |              |              |      |      |          |          |          |          |          |          |        |        |                  |                  |                  |                  |                  |                  |                   |                   |                   |                   |                   |                   |                   |                   |                   |                   |                   |                   |                   |                   |
|       |       |             |             | Sturm       | Sturm       | Sturm       | Sturm       | Sturm | Sturm |              |              | Ulin         | Ulin         | Ulin         | Ulin         | Ulin | Ulin |          |          | Linsha   | Linsha   | Linsha   | Linsha   | Linsha | Linsha |                  |                  |                  |                  | Dezra            | Dezra            | Dezra             | Dezra             | Dezra             | Dezra             |                   |                   |                   |                   |                   |                   |                   |                   |                   |                   |